# Abraxas joyceyi
Abraxas joyceyi är en fjärilsart som beskrevs av Louis Beethoven Prout 1929. Abraxas joyceyi ingår i släktet Abraxas och familjen mätare. Inga underarter finns listade i Catalogue of Life.